# Army of Lovers
Az Army of Lovers 1987-ben alapított svéd popegyüttes. Szokatlan témájú dalaikkal, különös hangulatú klipjeikkel, bizarr megjelenésükkel a kilencvenes évek első felében komoly nemzetközi sikereket értek el. Hosszabb szünet után, 2013-tól ismét működnek.

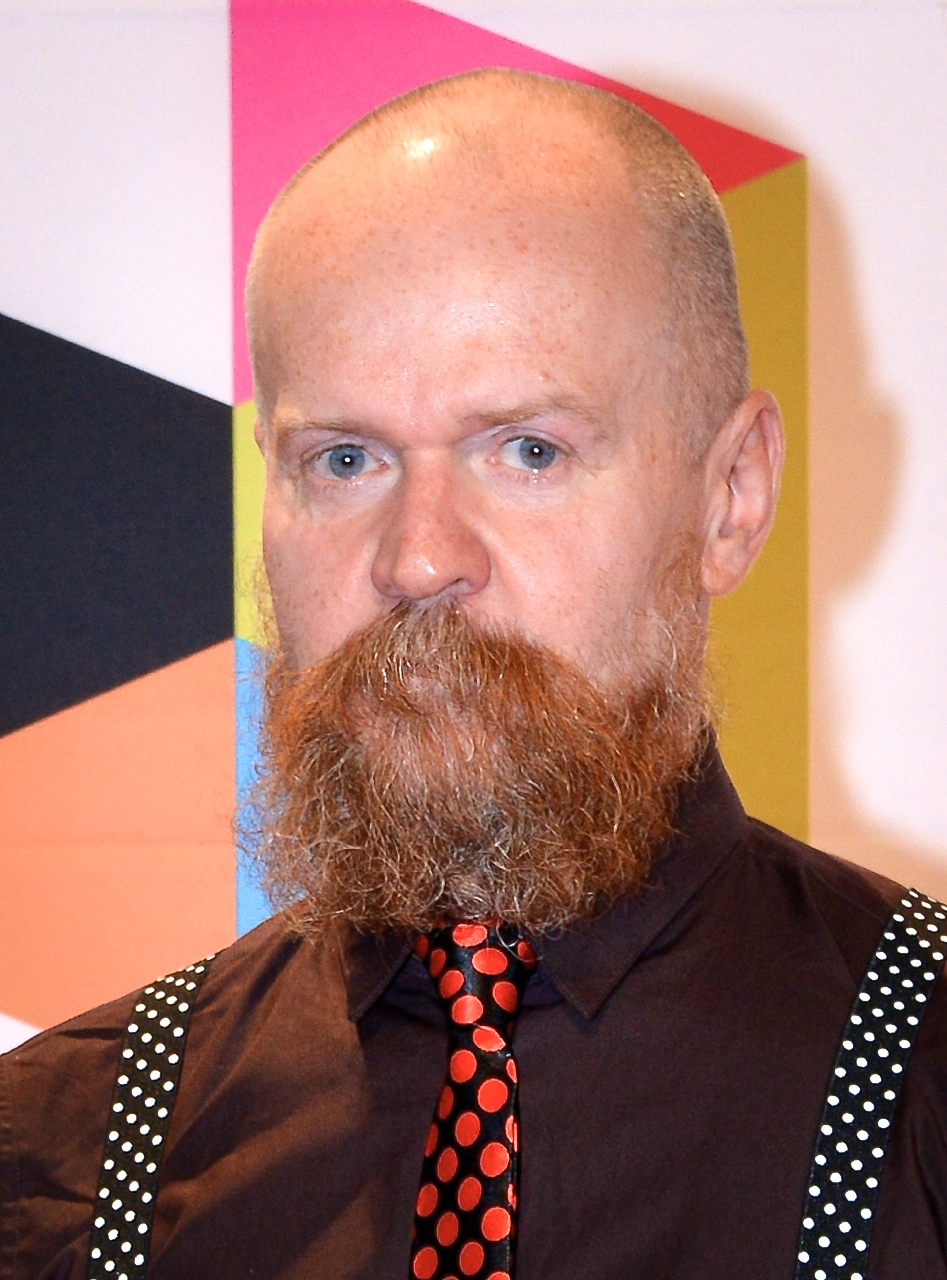
Alexander Bard, az együttes alapítója, dalszerzője és szellemi atyja

## Az együttes története
Az együttest Alexander Bard svéd zenész alapította 1987-ben. Rajta kívül két tagja volt, az algériai származású, francia születésű, de gyerekkorától Svédországban nevelkedett Jean-Pierre Barda, valamint a svéd és nigériai származású Camilla Henemark, La Camilla néven.
Az együttes közvetlen elődje (ugyanezen tagokkal) az 1985-ben alapított Barbie együttes volt. A provokatív, diszkó-transzvesztita együttes frontembere Barbara Hitchcock lett volna, aki azonban nem létező személy volt, figuráját Alexander Bard alakította, női ruhában. A másik két tag Barda és Henemark volt Farouk és Katanga néven. A Barbie egy albumot és öt kislemezt jelentetett meg. Legnagyobb sikerük a Barbie Goes Around the World volt, mely alapján akkoriban erősen provokatív klip is készült.
1987-ben Barbara figurájának mellőzésével, de ugyanazzal a felállással Bard megalapította az Army of Lovers együttest. Nevét egy 1970-es film, az Die Armee der Liebhaber után kapta. A megalakulás utáni években sample-ken és ismétléseken alapuló, feszes ritmusú zenét játszottak, jellemző példájuk a kislemezen megjelent Love Me Like A Loaded Gun és a Baby's Got a Neutron Bomb.
1990-ben jelent meg első albumuk a Disco Extravaganza, melyben korai dalaik mellett néhány nagy sikerű új daluk is hallható, pl. a Supernatural, Ride a Bullet és a My Army of Lovers. Utóbbi új szöveggel és La Camilla új énekével, azonos a Barbie Goes Around the World dallal.
Az együttes későbbi jellegzetes hangzása az albumon hallható először. Bard cérnavékony, szinte gyermeki, suttogó énekét La Camilla egészen mély tónusú női hangja, valamint Barda erősen francia akcentusú, lágy bariton hangú rapja és szövegmondása kíséri. A hangzásra jellemző még az igen erőteljes hangú és jól kidolgozott kórus. Az album előbb említett három dalából klip is készült. Ezekben is már látható a későbbi jellegzetes stílus, a szinte lázálomszerű, fantáziadús, mélyen átszexualizált, sokszor a rokokó kort idéző látványvilág. Az együttes designere és ruhatervezője Camilla Thulin, klipjeinek állandó rendezője Fredrik Boklund volt. A dalszövegek is eltérnek a megszokottól. A Supernatural például egy frissen meghalt ember lelkének kezdődő bolyongásairól szól, míg megszokja a szellemlétet.
Az együttes következő albuma a Massive Luxury Overdose volt 1991-ben. Ezen hallható egyik legnagyobb sikerük, a Crucified, valamint teljesen új felvételen a Supernatural és a Ride the Bullet. Az album kiadása után nem sokkal La Camilla személyes ellentétek miatt elhagyta az együttest, majd mérsékelten sikeres szólókarrierbe kezdett, helyére Michaela Dornonville de la Cour került. Az 1992-es második kiadáson már a vele készült új borító látható, 4 új dal is az albumra került. Világszerte kb. kétmillió példány fogyott az albumból. Hat kislemez és több klip is készült belőle. A Crucified klip több országban is be lett tiltva, az Obsession egy súlyos elmebeteg vízióit mutatja be.
A harmadik album 1993-ban jelent meg, címe The Gods of Earth and Heaven. Az együtteshez csatlakozott a lengyel származású Dominika Peczynski, így négy tagúvá bővültek. A legismertebb dalok, melyekből klip is készült a La plage de Saint Tropez és az Israelism.
Az 1994-es Glory, Glamour and Gold az együttes érett korszakában született. Noha igen sikeres dalok voltak rajta, maga az album az eddigi legkisebb, egymilliós eladást produkálta. Továbbra is folytatódtak a szokatlan dalok és klipek. A Hurrah Hurrah Apocalypse a közelgő világvégét ünnepli, a Sexual Revolution a szexuális szabadságról szól, a Lit de Parade (Ravatal) klipjében a négy zenész rokokó kori ruhában, a kaszás halál fogatán megy ki a temetőbe, hogy főzetekkel, varázslásokkal, valamint villám segítségével új életre keltsen egy rég meghalt lovagot.
1995-ben jelent meg az együttes búcsúalbuma, a Les Greatest Hits, mely válogatás volt, de három új dal is rákerült, ezek a Give my Life, Venus and Mars és a Requiem. Az új dalokban ismét La Camilla hallható, az együttesből eltávozott Michaela helyett. Az album az eddigi legnagyobb siker lett, négymillió példány fogyott világszerte, csak az USA-ban egymillió. A Give My Life klip szexuális szabadosságban az eddigi legmesszebbre ment. Az utolsó dal az albumon az igen sötét hangulatú Requiem, melyben La Camilla a sötétség királynőjeként búcsúzik az együttestől. Az album angol kiadására rákerült az utolsó daluk, a King Midas, melynek klipjében La Camilla hiányos rendőröltözékben egy férfi WC-t ellenőriz.
Az együttes hamarosan feloszlott, ekkortól Alexander Bard új, Vacuum nevű együttesével foglalkozott. Egy-egy alkalmi fellépésre még később is összeálltak különféle felállásokban. 2001-ben megjelent a Le Grand Docu-Soap és a Le Remixed Docu-Soap válogatásuk, melyre bónuszként három klasszikus diszkó sláger új felvétele is felkerült (pl. a Hands Up! az Ottawan együttestől).
2013-ban az akkor a Gravitonas együttesével foglalkozó Bard újra összeállította a csapatot az eredeti, régi felállásban. A cél az volt, hogy bekerüljenek az Eurovíziós Dalfesztivál döntőbe a Rockin' the Ride dallal, de csak a 13. helyezésig jutottak a svéd elődöntőben. A sikertelenségért az igen bizarr megjelenés és koreográfia helyett a nyilvános előadáson többet is hibázó, ekkorra komoly súlyfelesleggel rendelkező La Camillát okolták. Napokon belül újra le lett cserélve, helyére Dominika került.
Márciusban megjelent újabb válogatásuk négy új dallal, a Big Battle of Egos. La Camilla távozása után a négy dalt külön is megjelentették a Scandinavian Crime EP-lemezen. Ezeken La Camilla énekét lecserélték Dominikáéra.
A Signed On My Tattoo alapján klip is készült, melyet a malmői Station Triangeln vasútállomás földalatti mozgólépcsőjén forgattak. A dalban és a klipben Andreas Öhrn (Gravitonas) is közreműködött. A szintén Bard által írt, hasonló hangzású és hangulatú People Are Lonely szintén az Army of Lovers és a Gravitonas közös munkája, de előadóként nem az Army of Lovers feat. Gravitonas, hanem a Gravitonas feat. Army of Lovers szerepel.

## Stúdióalbumok
- 1985 - Barbie (még Barbie együttes néven, de azonos tagokkal)
- 1990 - Disco Extravaganza
- 1991 - Massive Luxury Overdose
- 1993 - The Gods of Heaven and Earth
- 1994 - Glory, Glamour and Gold
- 2013 - Scandinavian Crime EP

## Válogatásalbumok
- 1995 - Les Greatest Hits (3 új dallal)
- 1997 - Master Series
- 2001 - Le Grande Docu Soap (3 új dallal)
- 2001 - Le Remixed Docu Soap (remix változatok)
- 2013 - Big Battle of Egos (4 új dallal)

## Klipek
- 1986 - Barbie Goes Around the World (Barbie néven)
- 1987 - Baby's Got a Neutron Bomb
- 1988 - When the Night Is Cold
- 1990 - Ride the Bullet (első klip, La Camilla közreműködésével)
- 1990 - My Army of Lovers
- 1991 - Crucified
- 1991 - Obsession (első klip, La Camilla közreműködésével)
- 1991 - Crucified (The Nuzak Remix, La Camilla közreműködésével)
- 1991 - Candyman Messiah (La Camilla hangjára, de Michaela látható a klipben)
- 1992 - Ride the Bullet (második klip, Michaela közreműködésével)
- 1992 - Obsession (második klip, Michaela közreműködésével)
- 1992 - Judgment Day
- 1993 - Israelism
- 1993 - La Plage de Saint Tropez
- 1993 - Sons of Lucy
- 1993 - I Am
- 1994 - Lit de Parade
- 1994 - Sexual Revolution
- 1995 - Give My Life
- 1996 - King Midas
- 2001 - Let the Sunshine In
- 2001 - Hands Up
- 2013 - Signed on my Tattoo (feat. Gravitonas)
- 2013 - Crucified 2013
- 2014 - People Are Lonely (Gravitonas feat. Army of Lovers)